# Glenea major
Glenea major là một loài bọ cánh cứng trong họ Cerambycidae.